# Marche
För andra betydelser, se Marche (olika betydelser).
Marche (italienskt uttal: [ˈmarke] lyssna (fil), även på svenska: Markerna) är en region i mellersta Italien. Regionen hade cirka 1,49 miljoner invånare (2022), på en yta av 9 401 km². Marches huvudstad är Ancona. Andra viktiga städer är Ascoli Piceno, Macerata och Pesaro. Av dessa har endast Ancona fler än 100 000 invånare. Det påpekas ibland att egentligen är Rom regionens största stad, eftersom det bor mer än 350 000 marchigiani där. Marche består av fem provinser: Ancona, Ascoli Piceno, Fermo, Macerata, Pesaro e Urbino som i sin tur är indelade i sammanlagt 225 kommuner.

## Namnet
Regionens namn har sitt ursprung i det germanska mark som betecknar gränsområde. På italienska använder man pluralformen Le Marche när man syftar på regionen. Det fanns ursprungligen flera marca inom nuvarande Marche, t.ex. Marca Fermana i Picenum.

## Geografi
Landskapet i Marche är bergigt (31 %) och kuperat med många kullar (69 %), det finns alltså i stort sett inget slättlandskap alls. Metauro är den längsta floden (121 km) men större ekonomisk betydelse har Esino som mynnar ut i Adriatiska havet nordväst om Ancona och Tronto som börjar i bergsområdet Monti della Laga i Amatrice och passerar Ascoli Piceno på sin väg mot havet som den når vid San Benedetto del Tronto. Regionens floder har generellt hög hastighet och har därför många bra lägen för vattenkraftverk. Annars är jordbruket relativt viktigt och sysselsätter ungefär ⅙ av invånarna i regionen.

## Kända personer från Marche
- Giacomo Leopardi, författare
- Gioacchino Rossini, operatonsättare